# Власть Соловецкая. Свидетельства и документы
«Власть Соловецкая. Свидетельства и документы» — советский документальный фильм 1988 года, режиссёра Марины Голдовской.

## Описание
Документально-публицистический фильм о Соловецких островах, превращённых органами ВЧК-ОГПУ-НКВД в концентрационный лагерь для врагов народа.

## Награды и номинации
Премия «Ника» 1990:
- Лучший игровой фильм — режиссёр Марина Голдовская (номинация)
- Лучшая режиссёрская работа — Марина Голдовская (номинация)
- Лучшая музыка к фильму — Николай Каретников (номинация)

Амстердамский международный фестиваль документального кино 1989:
- Специальный приз жюри — Марина Голдовская (награда)[2]

Кинофестиваль «Сандэнс» 1989:
- Особое признание жюри (для документального кино) — Марина Голдовская (награда)[2]